# 229 West 43rd Street
229 West 43rd Street, anteriormente conocido como The New York Times Building, es un edificio de oficinas de 18 pisos, ubicado en 229 West 43rd Street entre las avenidas Séptima y Octava cerca de Times Square de Manhattan en Nueva York (Estados Unidos). Construido en 1913, fue la sede del The New York Times hasta 2007. La parte de oficinas del edificio es propiedad de Columbia Property Trust, mientras que Kushner Companies posee los primeros seis pisos como un complejo comercial y de entretenimiento. La Comisión de Preservación de Monumentos Históricos de la Ciudad de Nueva York designó el edificio como un lugar emblemático en 2001.

## Historia

### Primeros años
El edificio se construyó en tres etapas entre 1912 y 1937. Fue diseñado originalmente por Mortimer J. Fox, de la firma Buchman & Fox, y se llamó New York Times Annex porque fue diseñado para complementar la One Times Square Times Tower, construida en 1905 en Broadway y 42nd Street (que da Times Square su nombre). En 1922, la firma Ludlow y Peabody diseñó una extensión de 30,5 m en el lado oeste, así como un ático en retranqueo de cinco pisos de estilo neorrenacentista francés, incluidos los techos de mansarda. De 1930 a 1932, el arquitecto Albert Kahn diseñó una expansión adicional hacia el oeste que incluía un segundo vestíbulo y un estudio en la azotea. Otras expansiones incluyeron un edificio de 12 pisos del New York Times North contiguo al norte en la calle 44. 

### Años 2000
The New York Times Company vendió el edificio en 2004 a Tishman Speyer por 175 millones de dólares. Tishman lo vendió a Africa Israel Investments de Lev Avnerovich Leviev en 2007 por 525 millones de dólares. Según los informes, la compañía consideró convertir el edificio en condominios de lujo, así como asociarse con The Walt Disney Company para abrir un hotel de la marca Times Square. A September 2008, África Israel estaba en medio de una renovación de 175 millones de dólares que incluía agregar un nuevo letrero en la parte superior y reemplazar un reloj digital en su lugar desde 1962 con una versión analógica. África Israel lo llamó oficialmente "El edificio de Times Square". La compañía también abrió el Jekyll & Hyde Club con temática de terror basado en El extraño caso del doctor Jekyll y el señor Hyde. Sin embargo, el club recibió críticas extremadamente negativas y cerró en 2015. En 2009, la empresa alquiló el sótano del edificio para Discovery Times Square Exposition.
En 2011, The Blackstone Group compró el edificio por 160 millones de dólares y gastó otros 105 millones de dólares en renovaciones que incluyeron el arrendamiento de los pisos 9, 10, 11, 12 y 14 a Yahoo!. Posteriormente, la compañía vendió el espacio de oficinas en los pisos cinco al 16 a Columbia Property Trust por 516 millones de dólares en julio de 2015.
En 2012, el primer restaurante de Guy Fieri en la ciudad de Nueva York, Guy's American Kitchen and Bar, abrió sus puertas a la mordaz cobertura del New York Times de Pete Wells que Larry Olmsted de Forbes llamó "la crítica más mordaz en la historia del New York Times", y "probablemente la reseña de restaurantes más leída de la historia". Fieri, por su parte, acusó a Wells, el crítico de más alto perfil del país, de utilizar la fama de Fieri como plataforma para promover su propio prestigio.

### Compra de Kushner Companies
En 2015, Jared Kushner compró los primeros seis pisos del edificio por 295 millones de dólares de Africa Israel Investments y Five Mile Capital. Todo menos 1 millón del precio de compra fue financiado por préstamos de Brookfield Asset Management. Kushner imaginó arrendar el espacio a múltiples lugares de entretenimiento para crear una atracción similar a un parque de diversiones que atraería a los visitantes de la cercana Times Square. En mayo de 2016, los operadores de Mini Israel en Latrun, Israel, anunciaron planes para los 4600 m² Atracción de la Puerta de Gulliver. La atracción consistiría en modelos a escala tanto de Nueva York como de monumentos mundiales inspirados en Los viajes de Gulliver. Un mes después, Kushner firmó National Geographic Encounter a 5500 m² acuerdo donde la compañía planeaba operar una atracción de entretenimiento educativo sobre el océano, reemplazando Discovery Times Square Exposition. Finalmente, el famoso chef Todd English firmó un contrato de arrendamiento para abrir un 1100 m² salón de comidas en el edificio.
Tras el arrendamiento del edificio, en octubre de 2016 Deutsche Bank prestó 370 millones millones de dólares para refinanciar el espacio comercial. El préstamo a 10 años solo con intereses consistió en nueve pagarés senior pari passu por un total de 285 millones de dólares que se vendieron en el mercado de valores respaldados por hipotecas comerciales, así como dos préstamos mezzanine por un total de 85 millones de dólares que se vendieron a Paramount Group y SL Green Realty. En ese momento, una tasación de bienes raíces valoró la propiedad en 470 millones de dólares ya que estaba 100% ocupada por una variedad de inquilinos cuyos contratos de arrendamiento se extendían hasta la década de 2030. Además de los inquilinos que firmó Kushner, el espacio también albergaba Bowlmor Lanes, la tienda insignia de Guitar Center en Times Square, un restaurante de sushi y un restaurante de tacos. Kushner utilizó los préstamos para pagar el financiamiento de Brookfield y pagar un dividendo especial de 59 millones millones de dólares a Kushner Company. Estos acuerdos atrajeron la atención del fiscal especial Robert Mueller como posibles vínculos entre los acuerdos inmobiliarios de la familia Trump y los intereses monetarios rusos mientras investiga la presunta interferencia rusa en las elecciones estadounidenses de 2016.

### Dificultades financieras
A pesar de aparecer en la lista de Restaurant Business de los 100 mejores restaurantes independientes según las ventas durante cuatro años consecutivos, el restaurante de Guy Fieri anunció planes para cerrar a fines de 2017. Además, a principios de 2018, el salón de comidas de Todd English seguía sin abrir sin signos de construcción a pesar de la fecha de apertura programada originalmente para abril de 2017. En febrero, el operador planeado del salón de comidas demandó a las Empresas Kushner, alegando que el espacio que se les dio no era del mismo tamaño que el espacio descrito en el contrato de arrendamiento. Kushner respondió, alegando que el operador del comedor estaba retrasado y no pagó el alquiler. Al final, las empresas abandonaron mutuamente los planes para el comedor. En abril, Kushner reemplazó el antiguo espacio de Guy Fieri con un nuevo puesto de avanzada de The Ribbon, un popular restaurante del Upper West Side.
A fines de 2018, tanto Gulliver's Gate como National Geographic, las dos atracciones más grandes de la propiedad, estaban sufriendo dificultades financieras. Gulliver's Gate enfrentó seis demandas separadas de contratistas que afirmaban que no se les pagaba por sus servicios, mientras que el estado y la ciudad de Nueva York emitían embargos fiscales a National Geographic por no pagar los impuestos correspondientes. Gulliver's Gate también se quejó de que su espacio era más pequeño de lo prometido y entró en negociaciones con Kushner Companies, que redujeron su alquiler en un 50%, mientras que National Geographic fue desalojado en enero de 2019.
En marzo de 2019, Kushner Companies incumplió con sus préstamos mezzanine de 85 millones de dólares después de fallar en varios pagos. Los pagos atrasados se produjeron después de que los ingresos fueran menores debido a la desocupación y la reducción de los alquileres, mientras que los gastos en la propiedad ascendieron inesperadamente a 9 millones de dólares, más del doble de su nivel esperado.

## Inquilinos de oficinas
- Piso 4: AlphaSights[28]
- Piso 5: MongoDB Inc.[29]
- Pisos 6 a 7 y 15 a 16: Snapchat[30]
- Piso 7: PubMatic,[31] Worth Global Style Network
- Piso 8: Knotel[32]
- En diciembre de 2019, la campaña presidencial de Michael Bloomberg 2020 arrendó el octavo piso del edificio para que sirviera como sede de la campaña, lo que reubicó a 300 empleados del Upper East Side.[33]
- Plantas 9-12 y 14: filiales de Verizon Communications Yahoo! y Complex Media[10][34]